# Щавель скупчений
Щавель скупчений, щавель купчастий, щавель клубчастий (Rumex conglomeratus Murray) — вид квіткових рослин родини гречкові (Polygonaceae). Етимологія: лат. conglomeratus — «згруповані разом».

## Опис
Багаторічна трав'яниста рослина швидкого зростання від 30 до 80 сантиметрів заввишки. Листя базальні і розеткові, з черешками, овально-ланцетні або овально-довгасті, довжиною до 20 см і шириною 6 см. Суцвіття: волоть, де зібрані гермафродитні квіти. Плід — сім'янка, 1,6–1,9 мм, має темно-червоно-коричневий колір. Квітне з червня по серпень. Число хромосом 2n = 20.

## Поширення
Батьківщина: Африка: Алжир; Лівія; Марокко; Туніс; ПАР. Кавказ: Азербайджан; Грузія; Росія — Передкавказзя, європейська частина. Азія: Таджикистан; Туркменістан; Узбекистан; Афганістан; Кіпр; Іран; Ірак; Ізраїль; Йорданія; Ліван; Сирія; Туреччина. Європа: Білорусь; Молдова; Україна; Бельгія; Чехія; Німеччина; Угорщина; Нідерланди; Польща; Словаччина; Данія; Ірландія; Швеція; Об'єднане Королівство; Албанія; Боснія і Герцеговина; Болгарія; Хорватія; Греція; Італія; Македонія; Мальта; Чорногорія; Румунія; Сербія; Словенія; Франція; Португалія; Іспанія. Натуралізований: Португалія — Азорські острови, Мадейра; Іспанія — Канарські острови; Австралія; Нова Зеландія; Канада; Мексика; Сполучені Штати; Венесуела; Аргентина; Чилі; Еквадор; Перу.
Росте у вологому, багатому ґрунті. Рослина характерна для областей вологих трав: канави, заплави, зрошувані поля, вологі луки й вологі лісові стежки.

## Галерея

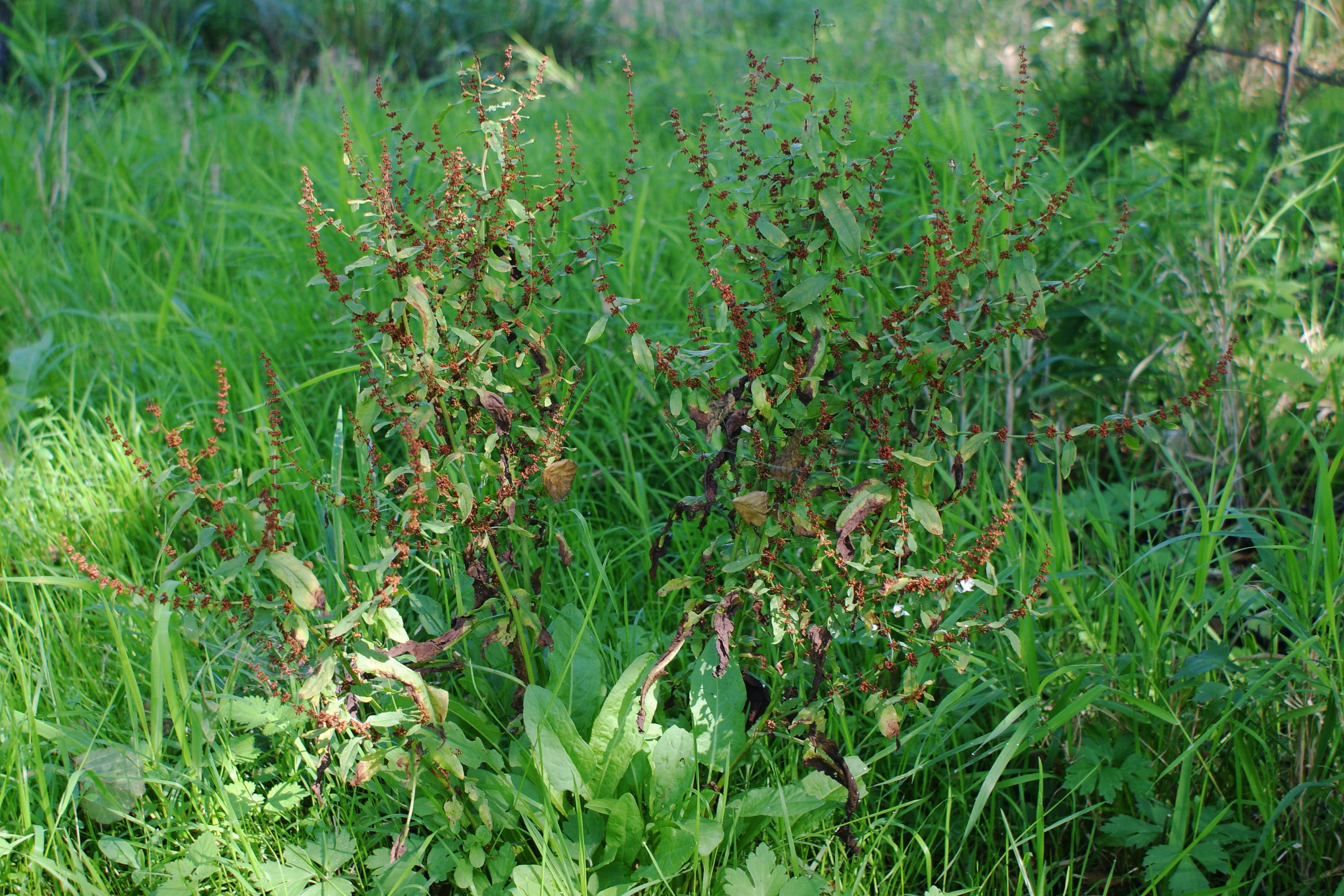
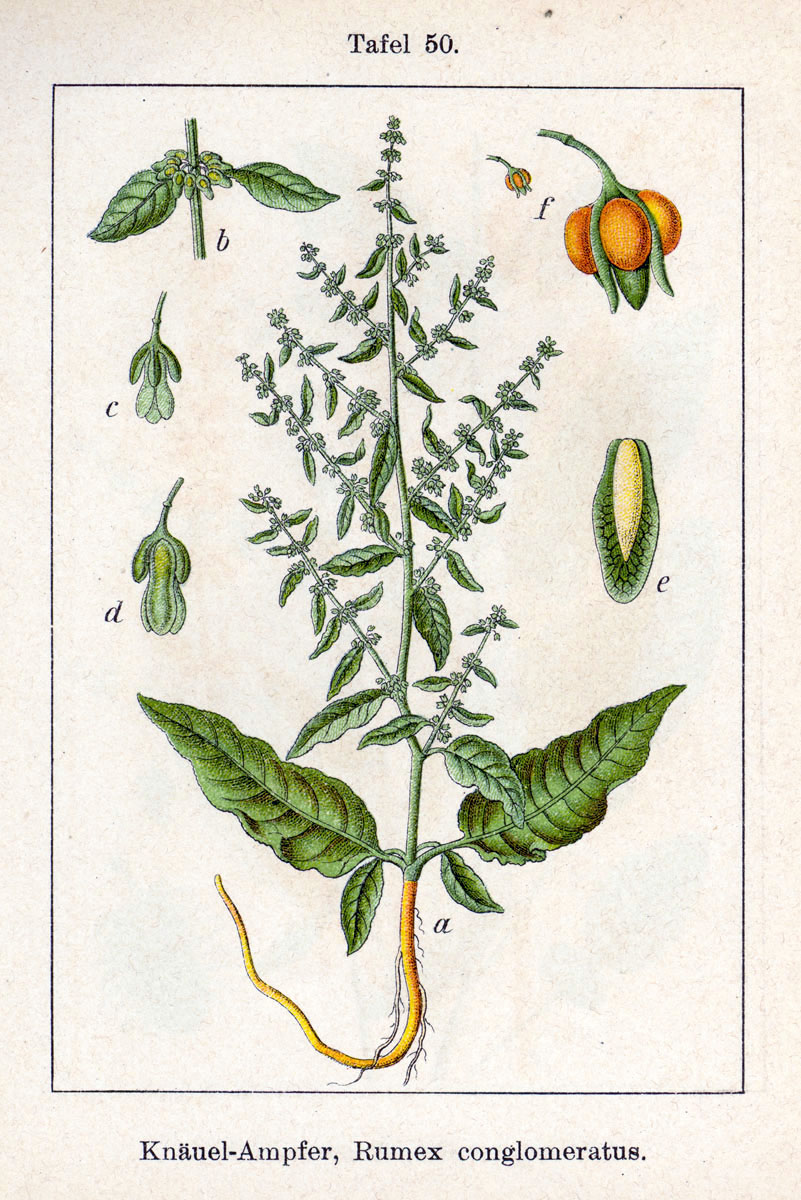